# 陸平貝塚
陸平貝塚位於日本茨城縣稻敷郡美浦村的霞浦（霞ヶ浦）南岸，是日本國內指定遺跡。
明治12年，當時仍是東京大学学生的佐佐木忠次郎，飯島魁両氏前往調査，貝層是呈現環状分布，大約屬於繩文時代前期至後期的遺物。陸平貝塚管理条例於平成13年4月開始施行。